# Lukas Knapp
Lukas Knapp (29 de mayo de 1997) es un deportista austríaco que compite en escalada. En los Juegos Europeos de Cracovia 2023 consiguió una medalla de oro en la prueba de velocidad.

## Palmarés internacional
| Juegos Europeos | Juegos Europeos  | Juegos Europeos | Juegos Europeos |
| Año             | Lugar            | Medalla         | Prueba          |
| --------------- | ---------------- | --------------- | --------------- |
| 2023            | Tarnów (Polonia) | Medalla de oro  | Velocidad       |